# Игра на чувства (песен, 2008)
Вижте пояснителната страница за други значения на Игра на чувства.
„Игра на чувства“ е седмата песен на българската певица Росица Кирилова от двадесет и първия ѝ студиен албум „25 години на сцената – Като да и не“.